# Asil Hospital Sant Joan de Déu
L'Asil Hospital de Sant Joan de Déu situat al Carrer riu Tajo número 1 de la Malvar-rosa, València, (Espanya), és un antic asil-hospital catalogat com a Bé immoble de rellevància local per la Generalitat Valenciana des de febrer de 2015, sent publicat al DOP al juny del mateix any.
L'edifici va ser utilitzat com a sanatori de nens escrufulosos durant la primera meitat del segle xx, amb un projecte de l'arquitecte Francisco Mora Berenguer. El seu estil arquitectònic és el modernisme valencià.

## Història
El 1907 Francisco Mora va realitzar el projecte de construcció de l'Asil Hospital de Sant Joan de Déu en un edifici, propietat del senyor León Galopín, que havia estat erigit el 1898 per al seu ús com a destil·leria de vins.
L'Ordre Hospitalària de Sant Joan de Déu de València, amb el prior Manuel Cusí al capdavant, encarrega el centre per a la cura de nens raquítics i escrofulosos. La nova disposició de l'edifici responia a les necessitats dels nens malalts, ja que atorgava l'accés directe a les terrasses des de les habitacions perquè poguessin beneficiar-se del sol i la brisa marina.
L'obra d'aquests religiosos va ser plasmada en una pintura social de Joaquín Sorolla, realitzada el 1899, Trista Herència, amb què va guanyar el Grand Prix a l'Exposició Universal de París el 1900. Segons paraules de l'autor:
Un dia, jo estava treballant de ple en un dels meus estudis de la pesca valenciana, quan vaig descobrir lluny uns quants nois despullats dins, i a la vora del mar i vigilant-los la vigorosa figura d'un frare. Sembla que eren els acollits de l'hospital Sant Joan de Déu, la més trista deixalla de la societat, cecs, bojos, tolits i leprosos. No us puc explicar a vostè quant em van impressionar, tant que no vaig perdre temps per obtenir un permís per treballar sobre el terreny, i allà mateix, al costat de la riba de l'aigua, vaig fer la meva pintura”
Les propietats de l'Ordre tocaven al nord amb el Camí de Vera, al sud, la Cinquena de Sant Joan, per l'est, la platja i a l'oest, la Via del Puig, a 70 metres de la via fèrria. L'asil hospital se sosté amb donatius i almoines i estava exempta de pagament de cap contribució a l'Estat.
Durant la Guerra Civil espanyola (1936-1939) l'hospital va ser confiscat pel Partit Comunista. Al principi, l'Ordre es va fer càrrec dels malalts, però a l'estiu del 1936 els milicians van assassinar onze religiosos, i van acabar abandonant l'hospital. El 1937 el Socors Roig Internacional es va fer càrrec del Sanatori Hospital Popular i va seguir atenent nens durant la guerra. Després del conflicte bèl·lic va tornar a passar a l'ordre religiosa.
L'Ordre de Sant Joan de Déu va continuar a l'Hospital de la Malva-rosa fins al 1991, i des del 1992 formen part dels Serveis Socials a l'alberg del carrer Luz Casanova Núm. 8.
L'edifici va ser adquirit pel grup Nisa l'any 1991, que més tard va passar a ser del grup Vithas (2017). Va passar a trucar-se en aquest moment Hospital València al Mar. Aquest grup va gestionar l'hospital fins al tancament per pèrdues econòmiques l'any 2020.
A finals de l'any 2021 passa de nou a titularitat pública en realitzar la compra de l'edifici la Generalitat Valenciana, i queda adscrit a la Conselleria d'Igualtat i Polítiques Inclusives, encarregada de gestionar-ho des d'aquell moment.
El 2022 la Generalitat va habilitar l'antic Asil Hospital, que també es va anomenar durant una època de la seva història Hospital de la Malva-rosa o Hospital de València al Mar, per acollir refugiats ucraïnesos.
L'any 2015 l'Hospital Sant Joan de Déu va ser declarat Bé de Rellevància Local (BIC), amb la categoria de Monument d'interès Local. Constitueixen l'element protegit els edificis de l'antic Hospital de la Malva-rosa i els espais que hi estan vinculats; la poma configurada pels carrers Sant Joan de Déu, Riu tall, Beat Joan Gran i senda la Capelleta.

## Descripció
El material utilitzat per a la construcció d'aquest edifici va ser de simple fàbrica de maó vist responent així a l'economia i funcionalitat requerida en aquest tipus d'edificis destinats a usos benèfics. Es va construir en estil modernista amb influència mudèjar, en utilitzar maó sense aplantillar.
El projecte presenta un vast edifici amb planta en forma de C, resultant de la prolongació dels extrems del cos principal per sengles crugies perpendiculars, una de les quals està formada pel primitiu nucli de l'asil. S'inclouen a més àmplies terrasses obertes al mar a la part posterior del cos central.
El cos principal està situat al fons del pati d'accés, a l'eix de simetria del qual s'ubiquen la porta principal i l'escala.
Als extrems s'estenen dues ales laterals, una porta a l'actual accés principal situat al carrer Río Tajo; mentre que l'ala que s'estenien cap a l'esquerra ubicava antany l'antiga església de l'asil de 1891, actualment enderrocada i substituïda per una funcional capella que es va inaugurar el 1913.
Coronen l'edifici quatre torrasses, dues sobre les ales laterals i les altres dues a banda i banda del porxo del darrere. Les arqueries de la planta baixa es converteixen en galeries adovellades a la primera, on queden vistos els perfils metàl·lics utilitzats en la construcció.
Durant la realització de les obres, el projecte va patir diverses modificacions, que van afectar, sobretot, la disposició de la façana principal, al centre de la qual es va aixecar, a més, una gran portada, coronada per una fornícula amb l'estàtua del titular amb un nen als braços, en ciment armat, obra de l'escultor Josep Maria de Ponsoda, decorada de rajoles amb imatges del sant titular i de Sant Rafael arcàngel; i un gran hastial amb decoracions de maó.
Entre el 1920 i el 1935 es van realitzar diverses reformes per a l'ampliació de les terrasses i galeries de l'edifici segons les necessitats dels nens malalts.

Aquest edifici inicia una tendència que es repetirà al llarg de la dilatada trajectòria professional de Mora, i posa de manifest les influències exercides pel mestre català Lluís Domènech i Montaner, amb l'arquitectura neomudèjar, recuperant el totxo com a vehicle d'expressió.

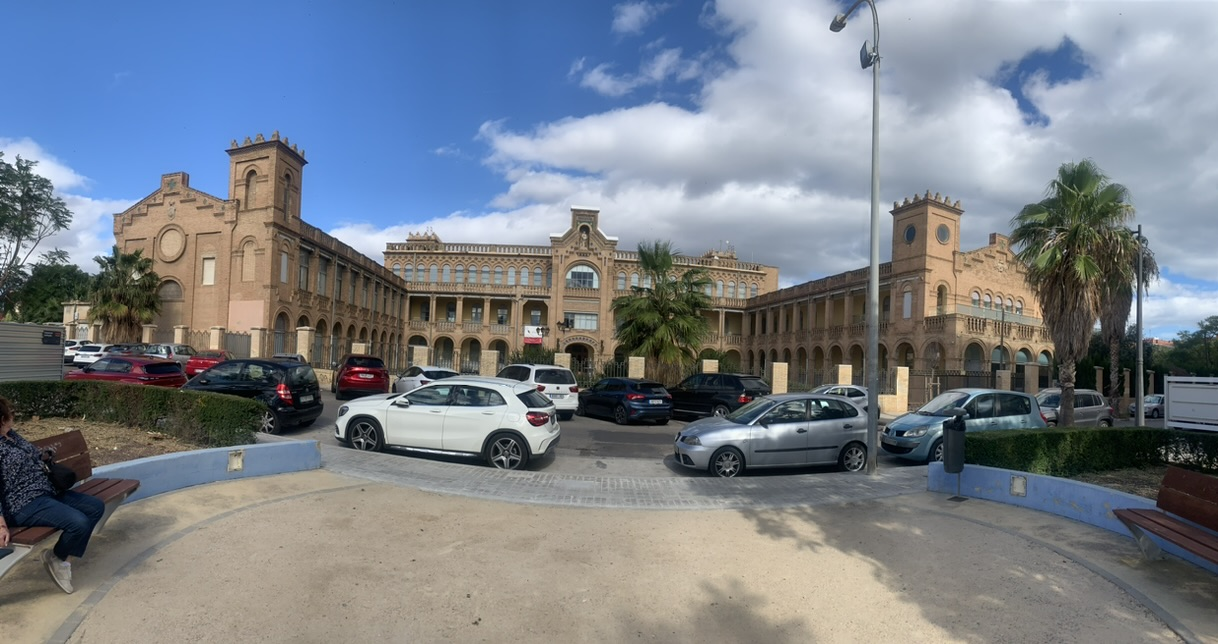
Façana principal
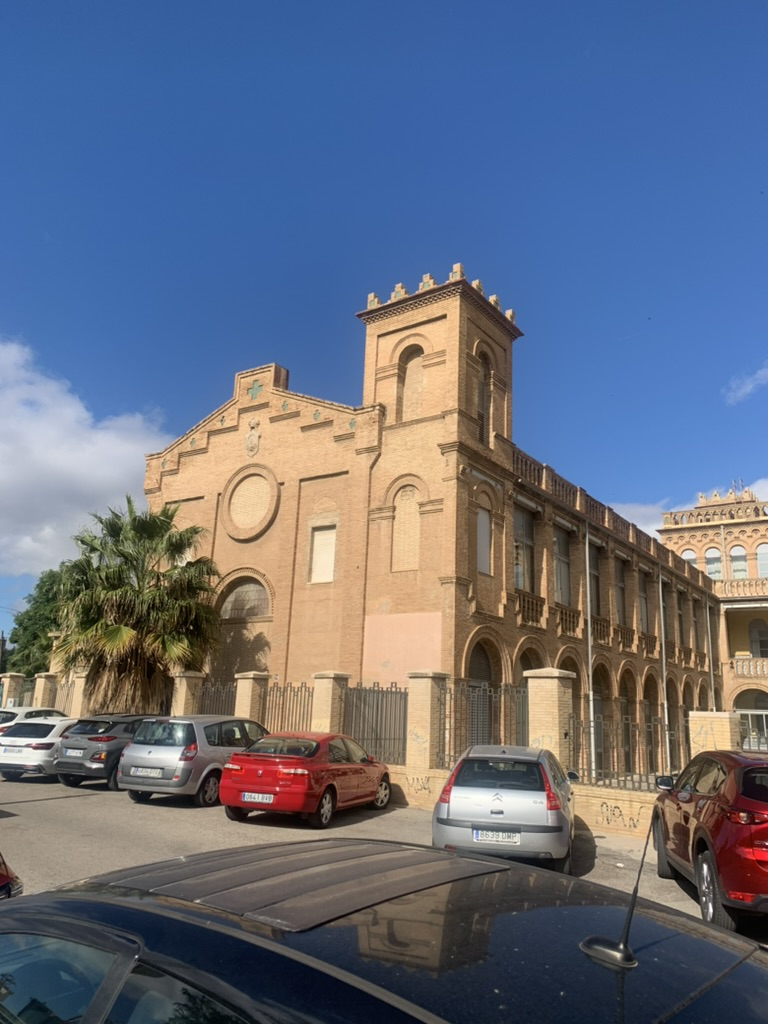
Detall lateral
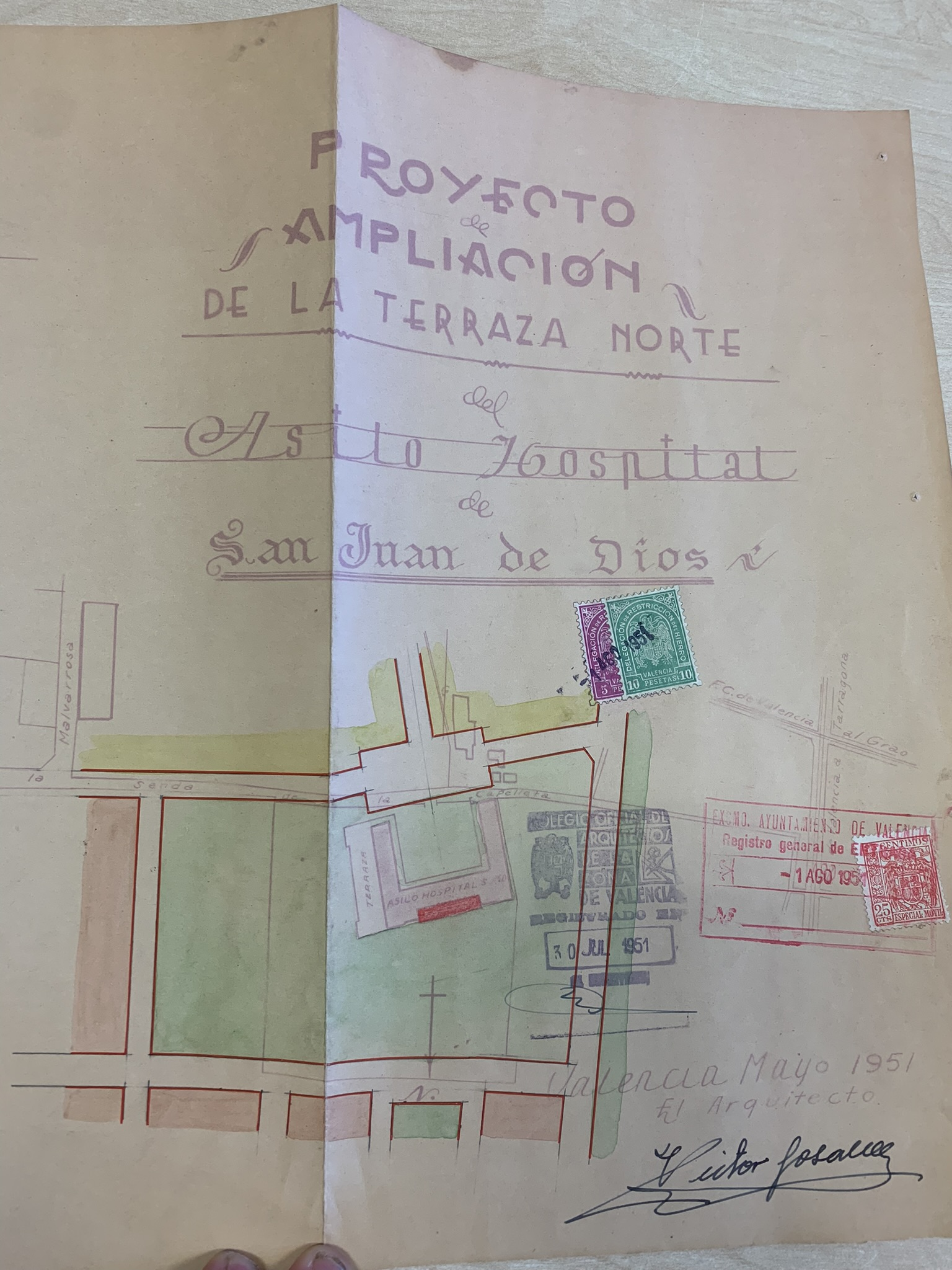
Plànol Localització